# Marc Pingris
Marc Pingris, né le 16 octobre 1981, à Pozorrubio, aux Philippines, est un joueur philippin de basket-ball. Il évolue au poste d'ailier fort. 

## Palmarès
- Finaliste du championnat d'Asie 2013
- Champion PBA (2006 Philippine, 2009-10 Philippine, 2012 Commissioner's, 2013 Governors', 2013-14 Philippine, 2014 Commissioner's , 2014 Governor's)
- MVP des Finales Philippine Basketball Association 2006, 2013
- Meilleur défenseur de la Philippine Basketball Association (2006, 2013, 2014)
- All-Star 2005 à 2012 de la Philippine Basketball Association
- MVP du All-Star Game PBA 2011